# جون مونتغومري
جون مونتغومري (بالإنجليزية: Jon Montgomery)‏ (و. 1979  م) هو متزلج صدري كندي، شارك في الألعاب الأولمبية الشتوية 2010، وسباق الزلاجات الصدرية في الألعاب الأولمبية الشتوية 2010 – رجال ‏.
.

## روابط خارجية
- جون مونتغومري على موقع IBSF (الإنجليزية)
- جون مونتغومري على موقع اللجنة الأولمبية الدولية (الإنجليزية)
- جون مونتغومري على موقع أوليمبيديا (الإنجليزية)
- جون مونتغومري على موقع اللجنة الأولمبية الكندية (الإنجليزية)